# Distretto di Yama
Il distretto di Yama (耶麻郡, Yama-gun?) è uno dei distretti della prefettura di Fukushima, in Giappone.
Attualmente fanno parte del distretto i comuni di Bandai, Inawashiro, Kitashiobara e Nishiaizu.